# Mirambeau (Haute-Garonne)
Mirambeau is een gemeente in het Franse departement Haute-Garonne (regio Occitanie) en telt 51 inwoners (2009). De plaats maakt deel uit van het arrondissement Saint-Gaudens.

## Geografie
De oppervlakte van Mirambeau bedraagt 3,9 km², de bevolkingsdichtheid is dus 13,1 inwoners per km².
De onderstaande kaart toont de ligging van Mirambeau (Haute-Garonne) met de belangrijkste infrastructuur en aangrenzende gemeenten.

## Demografie
Onderstaande figuur toont het verloop van het inwonertal (bron: INSEE-tellingen).